# Maria Monteiro Jardim
Maria de Fátima Monteiro Jardim é uma bióloga, ambientalista, diplomata e política angolana.
Nascida em Luanda, Maria de Fátima Monteiro Jardim é licenciada em biologia, pela Faculdade de Ciências da Universidade de Lisboa.
Foi diretora do Instituto Nacional de Investigação Pesqueira e Marinha (INIPM) no Lobito e veio a assumir funções como Diretora do Instituto Nacional de Investigação Pesqueira (INIP) em Luanda. Dada a sua formação e experiência profissional, possui largas competências em ecologia marítima, no setor oceanográfico e na atividade pesqueira.
Foi Ministra das Pescas de 1992 a 1996, no Governo de Unidade e Reconciliação Nacional de Angola, depois Ministra das Pescas e Ambiente de 1996 a 2002. Jardim foi deputada na Assembleia Nacional de 2003 a 2008.
De 2008 a 2015, foi Ministra do Ambiente. Em 2015, foi enviada para a Conferência das Nações Unidas sobre as Mudanças Climáticas de 2015 (COP 21), representando Angola e os Países Menos Desenvolvidos nas negociações que levaram ao Acordo de Paris.
Em 2019 tornou-se embaixadora de Angola em Itália, bem como em Malta desde 2021 e na Albânia desde 2023.